# 613813 Svevastallone
613813 Svevastallone è un asteroide della fascia principale. Scoperto nel 2007, presenta un'orbita caratterizzata da un semiasse maggiore pari a 2,776180 UA e da un'eccentricità di 0,214613, inclinata di 3,705660° rispetto all'eclittica.